# Charles d'Youville Dufrost
Charles d'Youville Dufrost (18 juillet 1729 - 7 mars 1790) est un prêtre canadien qui a joué un rôle significatif dans l'histoire de la seigneurie de Lauzon (territoire administratif bien avant la fondation de la ville de Lévis en 1861).

## Biographie
Né à Montréal (Québec) le 18 juillet 1729, Charles-Marie-Madeleine d'Youville Dufrost est le fils de François-Madeleine d’Youville (1700-1730) et de Marie-Marguerite Dufrost de Lajemmerais (1701-1771) connue sous le titre vénérable (Sainte Marguerite d'Youville), fondatrice des Sœurs de la Charité de l’Hôpital Général de Montréal, communément nommées les « Sœurs grises ». Il est le frère de Joseph-François Youville de la Découverte (1724-1778) et de Marie-Louise Youville (1727-1727). En 1730, il perdit son père à l'âge d'un an. En 1742, il entreprit ses études ecclésiastiques au Séminaire de Québec et il fut ordonné prêtre le 26 août 1752.

## L'abbé Dufrost et l'invasion britannique de la seigneurie de Lauzon en 1759
Cette section ne s'appuie pas, ou pas assez, sur des sources secondaires ou tertiaires indépendantes du sujet.

Pour l'améliorer, ajoutez-en, ou placez des modèles {{Source secondaire souhaitée}} ou {{Source secondaire nécessaire}} sur les passages mal sourcés. (janvier 2023)
En 1759, il était curé de la paroisse Saint-Joseph-de-la-Pointe-Lévy de la seigneurie de Lauzon (aujourd'hui la ville de Lévis), lors de l'invasion des troupes du major-général James Wolfe dans la région de la Ville de Québec. En juin 1759, le curé d'Youville Dufrost, accompagné de 287 paroissiens, s'est réfugié dans la forêt de Saint-Henri-de-Lévis. Apportant avec lui les registres et certains articles liturgiques de sa paroisse. Pendant ce temps, les registres paroissiaux restèrent cachés dans un four à chaux, ce qui expliquerait les altérations et les lacunes des registres de l'époque de la Nouvelle-France. Il sera finalement capturé avec ses paroissiens et détenu par les troupes du major John Dalling (commandant d'un corps d'infanterie légère) jusqu'en septembre.
En septembre 1759, il quitta sa paroisse pour se rendre dans le gouvernement de Montréal (toujours sous le contrôle de la Nouvelle-France), car il avait refusé de collaborer avec James Murray (gouverneur). En février 1760, Mgr Henri-Marie Dubreil de Pontbriand confirme que l'abbé d’Youville ne retournera pas dans la paroisse de St-Joseph-de-la-Pointe-de-Lévy. L'abbé Youville Dufrost ira se réfugier chez son frère, l'abbé Joseph-François, curé de Saint-Ours. Par la suite, il succèdera à l'abbé Louis Lepage de Sainte-Claire à titre de curé de la paroisse Sainte-Rose de l’île Jésus.

## L'abbé Dufrost revient à la paroisse Saint-Joseph-de-la-Pointe-de-Lévy en 1761
En octobre 1761, il reprend son poste à la paroisse Saint-Joseph-de-la-Pointe-de-Lévy. Au printemps de 1762, il fit la paix avec le gouverneur Murray. Dès cette année, il fut l’un des rares prêtres chargés d’accueillir chez lui un confrère récalcitrant pour l’aider à reprendre le droit chemin. En 1774, Mgr Jean-Olivier Briand le tient d’ailleurs en très haute estime et il lui confie la paroisse de Boucherville. En juin 1788, Mgr Jean-François Hubert lui accordera des lettres de grand vicaire pour le district de Montréal.

## Décès en 1790
L'abbé d'Youville Dufrost est mort à Boucherville le 7 mars 1790.

## Anecdotes
Charles-Marie-Madeleine d’Youville est aussi connu comme étant le premier biographe de sa mère. Une rue du Vieux-Lauzon à Lévis porte son nom en son honneur.